# Kubanska vaterpolska reprezentacija
Kubanska vaterpolska reprezentacija predstavlja državu Kubu u športu vaterpolu.

## Nastupi na velikim natjecanjima
(popis nepotpun)
- srebrno odličje na Univerzijadi u Zagrebu 1987.

### Olimpijske igre
- 1968.: 8. mjesto
- 1972.: 9. mjesto
- 1976.: 7. mjesto
- 1980.: 5. mjesto
- 1992.: 8. mjesto

### Svjetska prvenstva
- 1973.: 6. mjesto
- 1975.: 4. mjesto
- 1978.: 10. mjesto
- 1982.: 5. mjesto
- 1986.: 7. mjesto
- 1991.: 11. mjesto
- 1994.: 11. mjesto
- 2005.: 12. mjesto

### Svjetski kupovi
- 1981.:  bronca
- 1983.: 8. mjesto
- 1987.: 7. mjesto
- 1993.: 8. mjesto